# Isabella Lövin

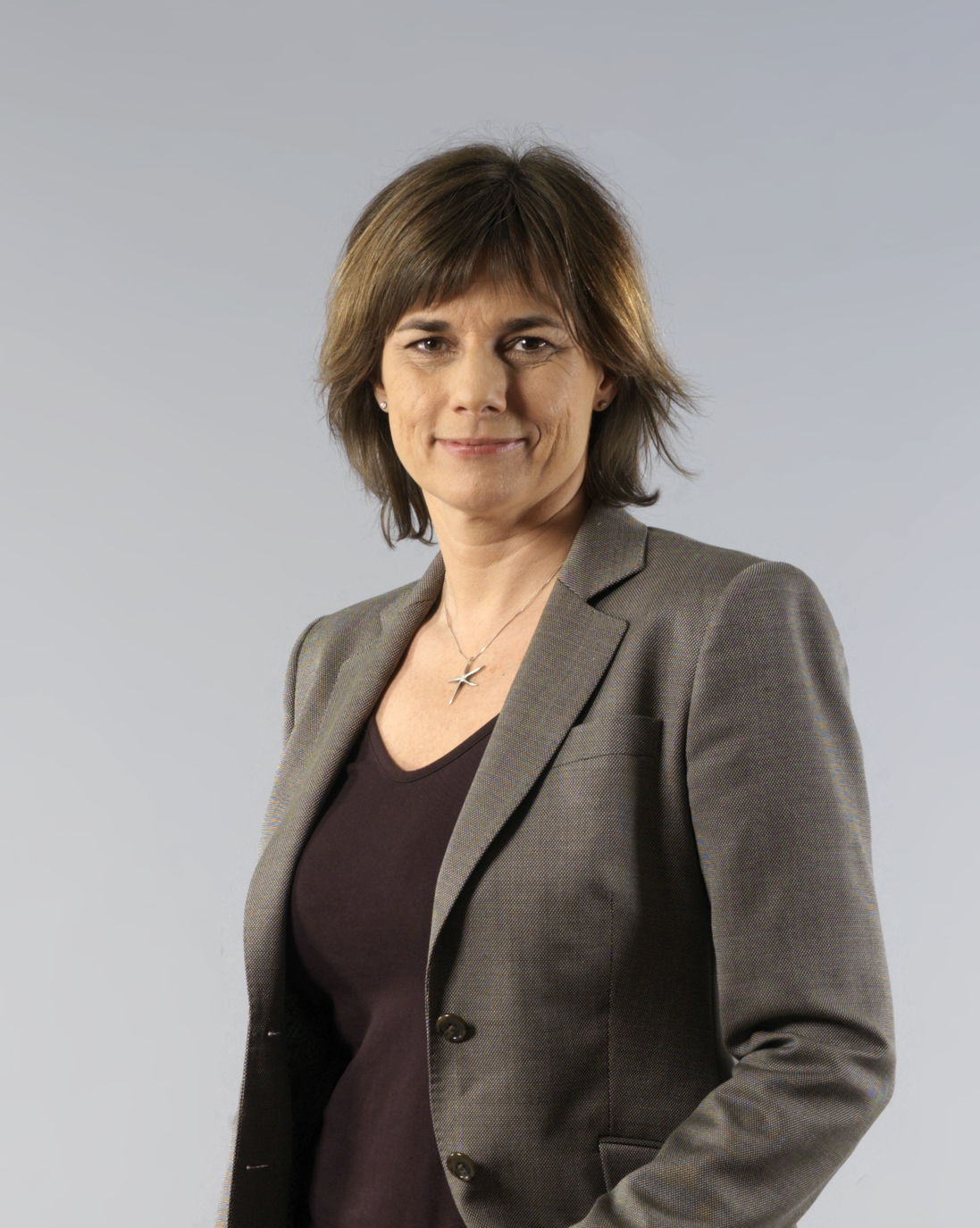
Isabella Lövin

Isabella Lövin (* 3. Februar 1963 in Helsingborg) ist eine schwedische Politikerin und Mitglied der Miljöpartiet de Gröna. Sie war von 2009 bis 2014  Mitglied des Europäischen Parlaments und bekleidete zwischen 2014 und 2021 verschiedene Ministerämter in den Regierungen Löfven I und Löfven II. Von 2016 bis 2021 war sie außerdem Parteisprecherin der Miljöpartiet.

## Leben
Lövin studierte von 1981 bis 1985 an der Universität Stockholm Politikwissenschaft, Soziologie, Italianistik und Filmwissenschaft und von 1986 bis 1987 an der Universität Bologna Politikwissenschaft. Ihr Diplom machte sie im Fach Radioproduktion am Dramatiska Institutet in den Jahren 1992 bis 1994.
Zwischen 1985 und 1992 arbeitete Isabella Lövin als Journalistin und freiberufliche Reporterin für verschiedene schwedische Zeitschriften und Zeitungen. Von 1994 bis 1997 war sie als Radioproduzentin und Moderatorin von Diskussionssendungen für den schwedischen Hörfunksender SR P1 tätig. Im Anschluss war sie von 1997 bis 2002 geschäftsführende Herausgeberin der Zeitschrift Månadsjournalen und von 2002 bis 2003 die Herausgeberin der Zeitschrift Allt om mat und Chefredakteurin der Zeitschrift Leva.

## Politisches Wirken
In ihrem 2007 veröffentlichten Buch Tyst hav (dt. Stilles Meer) beschreibt Lövin die Probleme, welche aus der Gemeinsamen Fischereipolitik der EU erwachsen. Für das Buch erhielt Lövin vierzehn  Preise in Schweden, u. a. den Großen Journalistenpreis, den «Goldenen Spaten für investigativen Journalismus» und die Auszeichnung «Umweltjournalist des Jahres».
Im Europäischen Parlament war Lövin Mitglied der Fraktion Grüne/EFA. Sie arbeitete im Fischereiausschuss und im Entwicklungsausschuss und gehörte der Delegation für die Beziehungen zum Panafrikanischen Parlament an. Ihre Nachfolgerin im EU-Parlament ist Linnéa Engström.
Am 3. Oktober 2014 wurde Lövin Ministerin für internationale Entwicklungszusammenarbeit (ab 2016 zusätzlich für Klima) im Kabinett Löfven I. Am 13. Mai 2016 folgte sie auf Åsa Romson als Parteisprecherin von Miljöpartiet und erhielt in der Folge ein erweitertes Portfolio und den Titel Vize-Ministerpräsidentin.  Nach der Reichstagswahl 2018 war sie vom 21. Januar 2019 bis zum 5. Februar 2021 Umweltministerin im Kabinett Löfven II. Nachdem sie am 26. August 2020 ihren Rückzug aus der Politik angekündigt hatte, wurde am 31. Januar 2021 Märta Stenevi zu ihrer Nachfolgerin als Parteisprecherin gewählt.

## Veröffentlichungen
- Tyst hav. Jakten på den sista matfisken. Ordfront, Stockholm 2007, ISBN 978-91-7037-278-0.